# 臭氧破壞潛勢
臭氧破壞潛勢（ozone depletion potential，簡稱ODP）是用來表示鹵代烴所造成臭氧层破坏的程度，三氯氟甲烷（R-11或CFC-11）的臭氧破壞潛勢定義為1.0。而一氯二氟甲烷（R-22）臭氧破壞潛勢則為0.05。
臭氧破壞潛勢最早是Wuebbles在1983年所提出，利用和基準物質的比較，來量度一物質所產生的破壞。一特定物質的臭氧破壞潛勢是定義為該物質破壞臭氧量，相對於相同質量的CFC-11破壞臭氧量的比值。
臭氧破壞潛勢和化學物質的成份有關，主要是受氯原子和溴原子的影響。一般氟氯碳化合物的臭氧破壞潛勢大約為1，由於溴破壞臭氧的能力比氯更強，含溴的物質臭氧破壞潛勢大約在5至15之間。氫氟氯碳化合物具有氫原子，很容易在對流層就和其他物質反應，到達平流層的機率下降，因此其臭氧破壞潛勢約在0.005至0.02之間。氫氟碳化合物（Hydrofluorocarbons）不具有氯原子，其臭氧破壞潛勢為0。
一物質的臭氧破壞潛勢可以看出其對臭氧層的影響，而全球暖化潛勢（GWP）是衡量化學物質對全球暖化的影響，兩者常一起用來評估一化學物質對環境的影響。

## 主要破壞臭氧層物質的臭氧破壞潛勢
以下列出主要臭氧層破壞物質的臭氧破壞潛勢及全球暖化潛勢。
| 蒙特婁議定書 | 蒙特婁議定書                  | 物質名稱       | 化学式        | 臭氧破壞潛勢 | 全球暖化潛勢 |
| ------------ | ----------------------------- | -------------- | ------------- | ------------ | ------------ |
| 附件A        | 第一類 （氟氯碳化合物）       | CFC-11         | CCl3F         | 1.0          | 4,600        |
| 附件A        | 第一類 （氟氯碳化合物）       | CFC-12         | CCl2F2        | 1.0          | 10,600       |
| 附件A        | 第一類 （氟氯碳化合物）       | CFC-113        | CCl2FCClF2    | 0.8          | 6,000        |
| 附件A        | 第一類 （氟氯碳化合物）       | CFC-114        | CClF2CClF2    | 1.0          | 9,800        |
| 附件A        | 第一類 （氟氯碳化合物）       | CFC-115        | CClF2CF3      | 0.6          | 7,200        |
| 附件A        | 第二類 （海龍）               | 海龍1211       | CBrClF2       | 3.0          | 1,300        |
| 附件A        | 第二類 （海龍）               | 海龍1301       | CBrF3         | 10.0         | 6,900        |
| 附件A        | 第二類 （海龍）               | 海龍2402       | CBrF2CBrF2    | 6.0          | -            |
| 附件B        | 第一類 （其他的氟氯碳化合物） | CFC-13         | CClF3         | 1.0          | -            |
| 附件B        | 第一類 （其他的氟氯碳化合物） | CFC-111        | CCl3CCl2F     | 1.0          | -            |
| 附件B        | 第一類 （其他的氟氯碳化合物） | CFC-112        | CCl2FCCl2F    | 1.0          | -            |
| 附件B        | 第一類 （其他的氟氯碳化合物） | 其他7種物質    |               |              |              |
| 附件B        | 第二類                        | 四氯化碳       | CCl4          | 1.1          | 1800         |
| 附件B        | 第三類                        | 1,1,1-三氯乙烷 | CH3CCl3       | 0.1          | 140          |
| 附件C        | 第一類 （氫氟氯碳化合物）     | HCFC-22        | CHClF2        | 0.055        | 1,700        |
| 附件C        | 第一類 （氫氟氯碳化合物）     | HCFC-123       | CHCl2CF3      | 0.02-0.06    | 120          |
| 附件C        | 第一類 （氫氟氯碳化合物）     | HCFC-141b      | CH3CCl2F      | 0.11         | 700          |
| 附件C        | 第一類 （氫氟氯碳化合物）     | HCFC-142b      | CH3CClF2      | 0.065        | 2,400        |
| 附件C        | 第一類 （氫氟氯碳化合物）     | HCFC-225ca     | CF3CF2CHCl2   | 0.025        | 180          |
| 附件C        | 第一類 （氫氟氯碳化合物）     | HCFC-225cb     | CClF2CF2CHClF | 0.033        | 620          |
| 附件C        | 第一類 （氫氟氯碳化合物）     | 其他34種物質   |               |              |              |
| 附件C        | 第二類 （氫氟溴碳化合物）     | HBFC-22B1      | CHBrF2        | 0.74         | 470          |
| 附件C        | 第二類 （氫氟溴碳化合物）     | 其他33種物質   |               |              |              |
| 附件C        | 第三類                        | 氯溴甲烷       | CH2BrCl       | 0.12         | -            |
| 附件E        | 附件E                         | 溴甲烷         | CH3Br         | 0.6          | -            |

## 外部連結
- List of ozone depleting substances with their ODPs （页面存档备份，存于）